# Borowo (powiat sierpecki)
Borowo – wieś w Polsce położona w województwie mazowieckim, w powiecie sierpeckim, w gminie Rościszewo. Ma status sołectwa. Leży nad rzeką Skrwą.
| SIMC    | Nazwa    | Rodzaj    |
| ------- | -------- | --------- |
| 0574103 | Nadolnik | część wsi |

Prywatna wieś szlachecka położona była w drugiej połowie XVI wieku w powiecie sierpeckim województwa płockiego. W latach 1975–1998 miejscowość należała administracyjnie do województwa płockiego.